# Coquette huppe-col
Lophornis ornatus
Espèce
Répartition géographique
Statut de conservation UICN

 LC  : Préoccupation mineure
Statut CITES
La Coquette huppe-col (Lophornis ornatus) est une espèce d’oiseaux de la famille des Trochilidae.

## Description

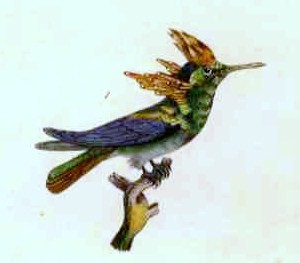
Mâle, par Georges-Louis Leclerc de Buffon.

Cette espèce mesure 6,8 à 7 cm pour une masse de 2,3 à 2,8 g.
Il a un bec rougeâtre, et un croupion vert avec une bande blanche
Le mâle possède une longue huppe, et des touffes de plumes sur les joues qu'il ébouriffe lors des parades nuptiales.

## Alimentation
Cet oiseau consomme des arthropodes et du nectar. Il vole de fleur en fleur, volant sur place devant puis perçant la corolle avec son bec.

## Reproduction
Le nid est construit par la femelle à la fourche d'une branche avec des plantes et des toiles d'araignée. Elle s'occupe des jeunes jusqu'à un mois et demi après leur envol.

## Répartition et habitat
Cet oiseau fréquente les forêts tropicales et subtropicales humides de basses altitudes mais aussi dans les anciennes forêts fortement dégradées. Son aire de répartition s'étend sur le nord de l'Amérique du Sud, du Venezuela à l'ouest à la Guyane à l'est, et au nord du Brésil au sud. On la trouve également à Trinité-et-Tobago.

## Sources
- del Hoyo J., Elliott A. & Sargatal J. (1999) Handbook of the Birds of the World, Volume 5, Barn-owls to Hummingbirds. BirdLife International, Lynx Edicions, Barcelona, 759 p.